# Régression et dégradation des sols
Pour les articles homonymes, voir Régression.

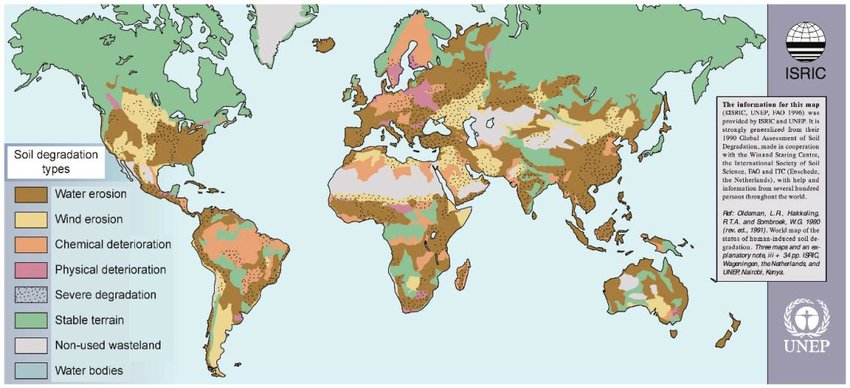
Carte mondiale de la dégradation des sols établie en 2017. Selon le rapport de 2015 de la FAO et l'ITPS sur l'« État des ressources du sol dans le monde », un tiers des terres arables de la planète sont plus ou moins menacées de disparaître. Les principales menaces qui affectent les sols sont leur érosion (par l'eau, le vent ou le labour), la perte de carbone organique et les déséquilibres nutritifs liés principalement au changement d'affectation des sols (urbanisation, défrichement), ainsi qu'à l'intensification de l'agriculture et de la déforestation.

Dans le domaine de la pédologie et de l'écologie, la régression et la dégradation sont des processus d'évolution correspondant à la rupture d'équilibre d'un sol antérieurement caractérisé par une structure stable. 
La régression d'un sol est essentiellement due à l'érosion. Elle correspond à un phénomène de rajeunissement d'un sol (retour vers l'état opposé au stade climacique). 
La dégradation d'un sol résulte souvent d'une combinaison de facteurs, incluant éventuellement la régression, qui conduisent le sol vers une évolution différente de l'évolution naturelle liée au climat et à la végétation locale. Elle est généralement directement liée à l'action de l'homme. 
Selon le rapport Global Land Outlook publié en 2022 par la Convention des Nations unies sur la lutte contre la désertification, 40 % des sols de la planète sont dégradés, ce qui affecte la moitié de la population mondiale.

## Éléments historiques
L'érosion des sols commence généralement avec la destruction du couvert végétal, phénomène déjà cité par Platon (400 ans av. J.-C.) dans le Critias : 
« Notre terre est demeurée, par rapport à celle d’avant, comme le squelette d’un corps décharné par la maladie. Les parties molles et grasses de la terre ont coulé tout autour, et il ne reste plus que la carcasse nue de la région »
Quelques siècles plus tard, les chroniqueurs décrivaient la disparition de près de 600 localités antérieurement prospères le long de la côte africaine entre l’Égypte et le Maroc, à la suite de la déforestation imposée par l’Empire romain qui venait là se servir en bois pour ses bateaux et chars de guerre. Les sédiments issus des labours et de la déforestation ont comblé la mer Égée sur cinq kilomètres en aval du port d'Éphèse, autrefois célèbre pour abriter le temple d'Artémis à Éphèse. Au début du XXIe siècle, 20 % des zones arides du monde et 25 % des sols cultivées, pâturages, forêts et régions boisées se dégradaient sur terre. L’Objectif 15 des Objectifs de développement durable (ODD) de l'ONU est de restaurer, préserver et gérer durablement les écosystèmes terrestres et notamment les sols (qui sont aussi des puits de carbone). L'ONU a également porté la Convention des Nations unies sur la lutte contre la désertification (CNUCLD), convention cadre signée et ratifiée par la plupart des pays et en vigueur depuis 1996.

## Description

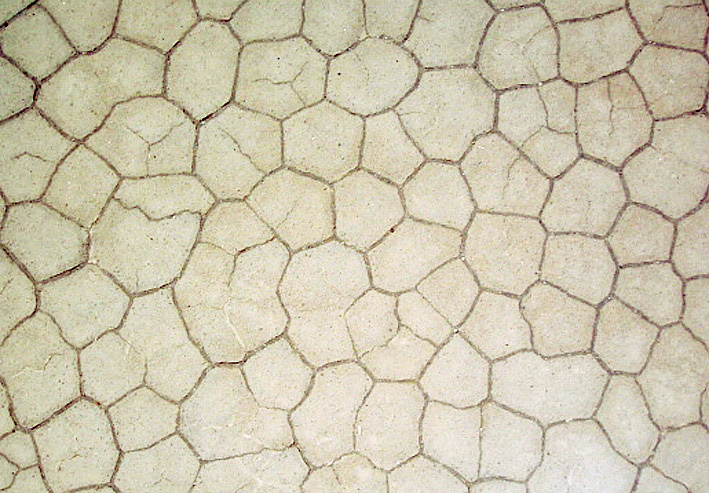
La déshydratation est un autre facteur de dégradation et d'érosion des sols (ici désert des Mojaves).

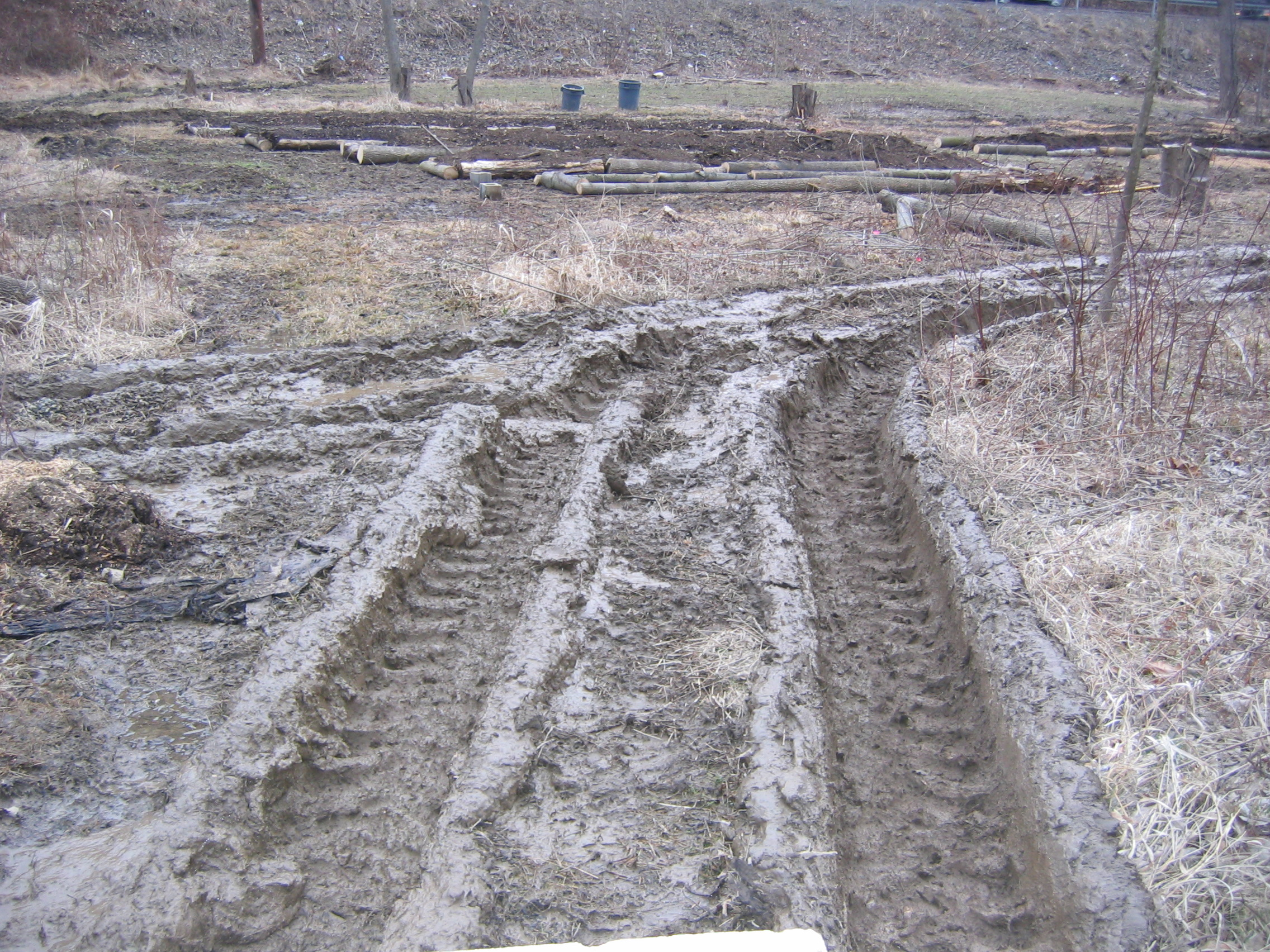
Sur sols limoneux fragiles, le passage répété d'engins lourds est un facteur d'asphyxie et de dégradation voire de régression du sol.

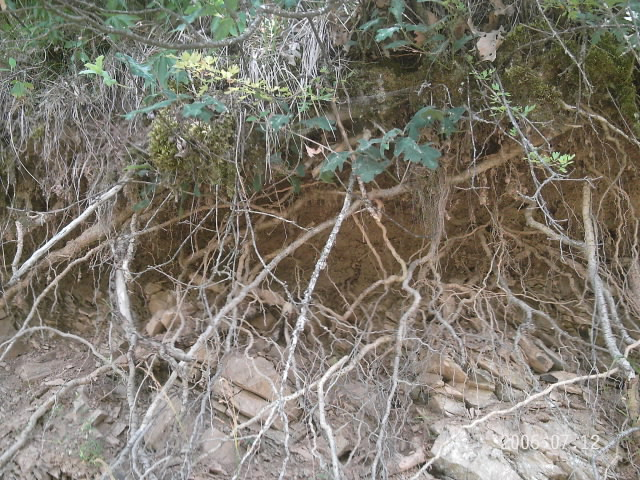
Racines et radicelles sont de puissants facteurs de cohésion du sol, mais parfois insuffisants face au ravinement.

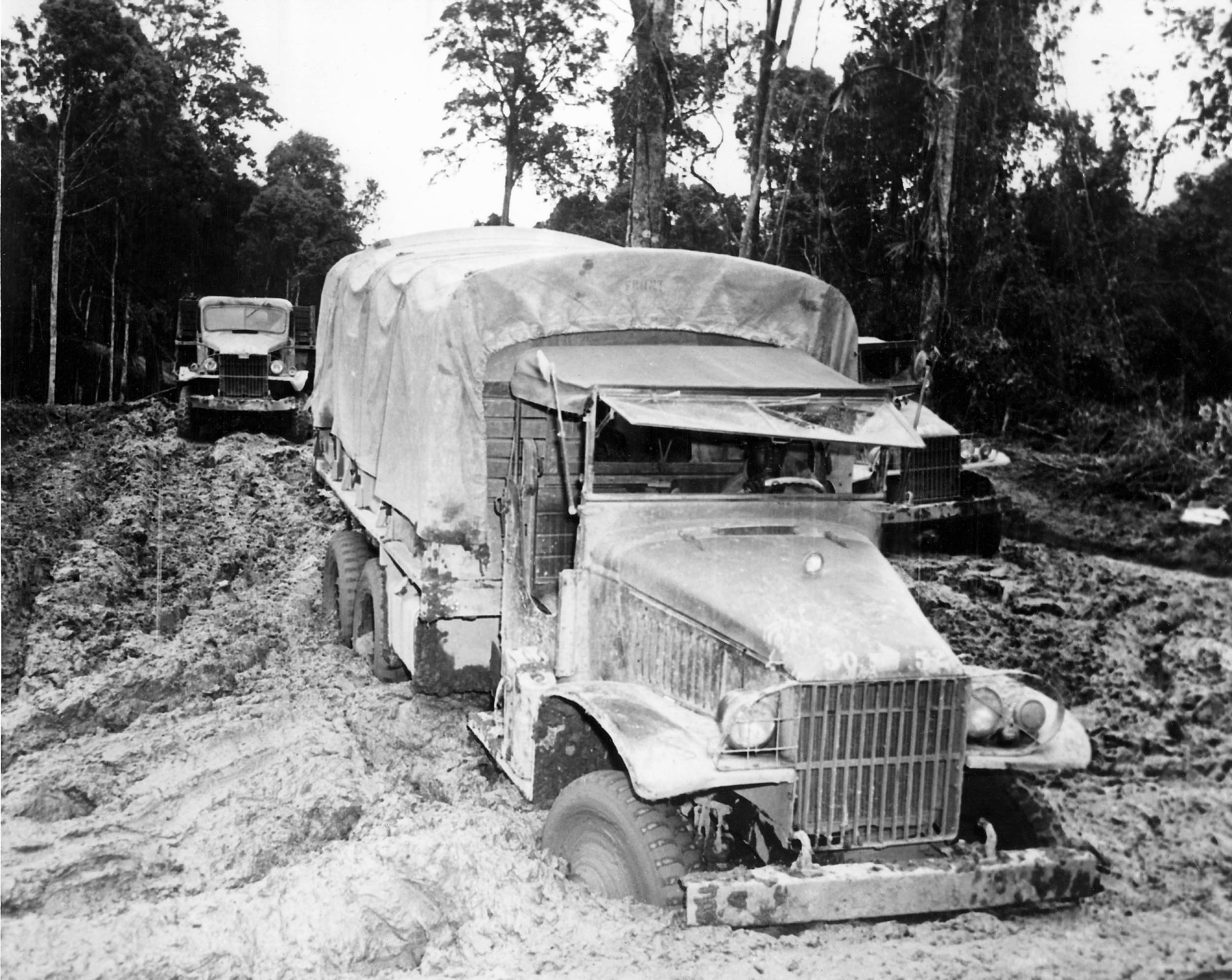
La destruction du couvert forestier protecteur (canopée) est un des facteurs les plus courants de régression ou dégradation des sols, notamment en zone tropicale.

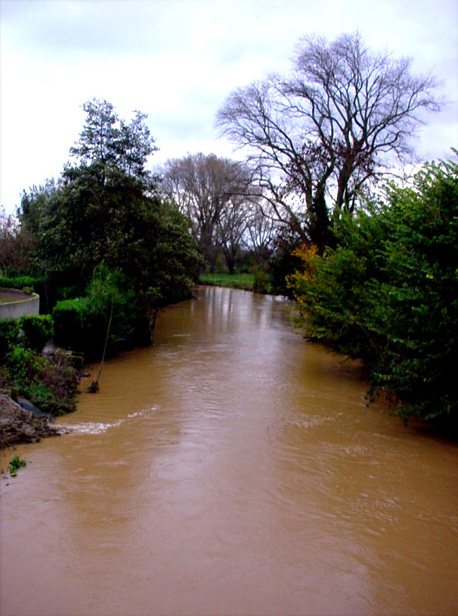
L'érosion hydrique se traduit en aval par une turbidité chronique et anormale des cours d'eau, et par des coûts de curage importants, jusqu'en mer.
(ici l'Aa après une période pluvieuse)

### Types de dégradation

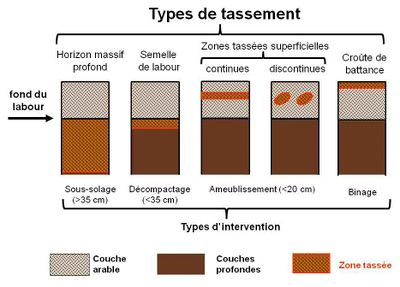
Types de compaction du sol.

On distingue souvent la régression et la dégradation des sols, qui peuvent se combiner.
Elles se manifestent par :
- le remplacement de la végétation primitive diversifiée (dite climacique) par une végétation secondaire (monoculture dans le pire des cas), qui modifie l'humus et ralentit la formation du sol ;
- une diminution des taux de matière organique induite par une surexploitation du sol (non retour, ou retour insuffisant de la matière exportée), son lessivage ;
- la destruction de l'humus et des complexes argilo-humiques insolubles par le labour qui enfouit et détruit les couches supérieures vivantes du sol, ou par un travail excessif (trop intensif ou trop fréquent) du sol ;
- l'acidification, la salinisation et éventuellement la désertification qui peuvent être induits ou exacerbés par les changements climatiques, mais aussi par l'irrigation ;
- l'érosion (hydrique ou éolienne) ; elle est facilitée par le labour, le désherbage et le surpâturage qui laissent les sols nus trop longtemps (ils sont alors déstructurés et dégradés par l'action des sécheresses ou l'impact des pluies qui les lessivent ;
- la pollution par des métaux lourds ou des substances biocides (pesticides ou autres polluants) qui tuent des organismes essentiels à la cohésion et capillarité du sol (champignons, vers de terre, etc.) ;

- la compaction (tassement du sol) et leur asphyxie. Elle se manifeste par l'apparition d'une croûte de battance induite par les pluies ou d'une semelle de labour dans le cas des sols labourés ; le tassement qui entraîne une forte baisse de la porosité naturelle. Le tassement du sol est une des formes les plus graves et les plus courantes de la dégradation des sols. La compaction des sols (notamment hydromorphes et riches en limons) a un impact négatif, direct et durable sur leur activité biologique et sur leurs caractéristiques hydrologique. Les sols tassés sont moins productifs, plus sensibles à l'érosion et contribuent moins à leurs fonctions épuratrices et « tampon ». Partout dans le monde, des sols utilisés par l'Homme tendent à se tasser, perdant de leur porosité, souvent sur 10 à 50 cm. Cette compaction est le plus souvent due aux engins agricoles et forestiers, mais le surpâturage et la surfréquentation d'un milieu par l'homme peuvent y contribuer localement
- l'utilisation excessive ou inadaptée d'engrais et d'amendements chimiques (alors que les fumiers, composts, et autres engrais organiques améliorent la qualité des sols). Ainsi contribuent-ils à déstructurer et tasser les sols (par éclatement des agrégats, et diminution de l'activité biologique), toujours au détriment de la pénétration des réseaux racinaires qui normalement - avec les organismes fouisseurs - aèrent et construisent les sols.

### Mesure

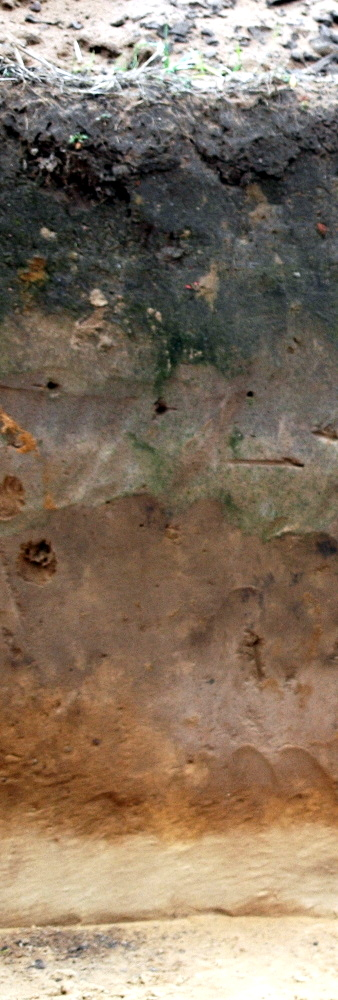
Profil d'un sol dégradé (podzol). Ce type de sol est généralement acidifié et tassé sur l'ensemble du profil.

Le tassement peut être évalué par des mesures physiques (dont densité et résistivité électrique du sol) parfois à partir de carottages, mais il faudrait idéalement pouvoir comparer chaque paramètre à un sol identique non tassé ou non dégradé, ce qui n'est pas toujours possible.
L'examen in situ du profil de sol reste le meilleur moyen de constater son état sur les divers horizons. Il oblige généralement à creuser des fosses.

## Symptômes
Les sols tassés - selon leur nature - se reconnaissent extérieurement à divers symptômes :
- changements floristiques (plantes malingres, moins résistantes à la sécheresse, moins vertes, de tailles anormalement variables, apparition d'espèces adaptées aux sols compacts avec par exemple joncs poussant dans les ornières en forêt tempérée), levée retardée.
- mauvaise pénétration de l'eau (flaques ou eau superficielle persistant en surface, plusieurs heures après une forte pluie, plusieurs minutes après une faible pluie).
- Les résidus végétaux ou de récolte se décomposent mal, même plusieurs mois après leur incorporation au sol
- phénomènes érosifs anormaux, eaux boueuse dans les fossés et creux.

## Constats
Les constats et plus encore les comparaisons entre pays sont difficiles à faire car le sujet est encore considéré comme secondaire par de nombreux États et les définitions de « zones touchées par la désertification » et de « populations concernées » diffèrent selon les pays. 

### Dans le monde
Selon Ulf Helldén (Université de Lund en Suède), 
« une des raisons pour lesquelles il est si difficile de cartographier la désertification et la dégradation des sols est qu'il s'agit d'une question politiquement sensible. Elle implique la politique d'aide au développement et des acteurs puissants comme la Banque mondiale et divers organes des Nations Unies qui ont des points de vue et des intérêts divergents ».
Tous les quatre ans des pédologues du monde entier se rassemblent en un Congrès mondial des sciences du sol (WCSS) pour faire le point sur les bilans et avancées en recherche fondamentale et appliquée sur les sols.
En 2007, 150 experts venus de 45 pays en Islande pour le centenaire du Soil Conservation Service (ONG créée en 1907) ont insisté sur le fait que « d'ici à 50 ans, il faudra produire autant de nourriture que durant les 10 000 dernières années » alors que la dégradation et la désertification des sols progressent presque partout sur la planète et que ce problème reste « à peu près ignoré ». Andres Arnalds, directeur adjoint du Soil Conservation Service évoque une « crise silencieuse ».
Selon les bilans régulièrement dressés par le WCSS la dégradation des sols se généralise et s'aggrave dans le monde, avec plusieurs causes qui combinent synergiquement leurs effets : pollutions accidentelles et chroniques, imperméabilisation et périurbanisation, généralisation des pesticides et autres pratiques agricoles non durables, déforestation, et dérèglement climatique. Elle altère les puits de carbone, la qualité de l'air et de l'eau, en diminuant les services écosystémiques (dont dépend la production alimentaire mondiale).
Les sols - là où ils n'ont pas simplement disparu - perdent des nutriments et leur productivité. Ceci est source d'inondations, de sécheresses, d'une perte de résilience écologique, de coûts et de pertes dévastatrices de moyens de subsistance, et donc de migrations économiques (95 % de notre nourriture vient directement ou indirectement du sol rappelle la FAO). La dégradation et désertification des sols affectent aussi le climat : les sols dégradés sont sources de poussière, d'incendies, de modification de l'albédo, contribuant « pour environ 30 % à l'augmentation de gaz à effet de serre, en réduisant la captation par la végétation à capter le carbone ».
L'ONU et la FAO alertent depuis plusieurs décennies sur la dégradation croissante de nombreux sols, tropicaux notamment, avec de graves phénomènes de désertification et de salinisation. Elles alertent également sur l'érosion des terres arables alors que la demande alimentaire induite par la croissance démographique et des élevages, augmente à un moment où la productivité alimentaire par habitant commence à diminuer.
D'après une étude du professeur d'écologie américain David Pimentel, les 40 dernières années du XXe siècle, près d'un tiers des terres arables de la planète a été emporté par l'érosion et continue de disparaître à un rythme important. Le taux estimé d’érosion des sols dans le monde représente dix millions d'hectares de terres cultivables chaque année.
La suppression des jachères obligatoires en Europe semble aussi avoir contribué à l'effondrement des populations d'oiseaux des champs.
Selon une estimation, une surface végétalisée équivalente à la taille de l'Islande disparaît chaque année dans les années 2000-2010 alors que les démographes annoncent trois milliards d'hommes supplémentaires à nourrir entre 2015 et 2065. Et l'Islande elle-même ici prise comme référence est en situation de désertification et d'érosion grave sur une grande partie du territoire car il n'y reste, à cause des moutons en liberté notamment que 2 % environ de forêt alors qu'on pense que lors de l'arrivée des Vikings, il y avait 25 % à 40 % du pays couverts d'arbres (l'Islande a le projet de reboiser, via des pépinières d'essences et de souches locales d'ici 2100, en lien avec l'European forest genetic resources programme (EUFORGEN). 
Un rapport de l'ONU, co-écrit sous la direction de Hans van Ginkel par 200 experts internationaux estimait que deux milliards d'êtres humains (une personne sur 3) souffraient déjà d'au moins une des conséquences de la dégradation des sols. Zafar Adeel, l'un des auteurs insistait sur le fait que « les pouvoirs politiques et les décideurs publics ne mesurent pas la gravité de la situation ». le Secrétariat la Convention s'est inspiré de ce qui se fait sur le climat en proposant un « Zero Net Land Degradation » (Cf. No Net Loss de la Convention Biodiversité) puis une « neutralité en matière de dégradation des terres ». Cette dernière démarche éthiquement et techniquement plus discutable est exposée aux mêmes risques de critique que le principe de neutralité carbone tel qu'il a été utilisé entre 2000 et 2017.

#### Identification de solutions
Liste de solutions, non exhaustive : 
- Un respect accru des écosystèmes, intégrant une meilleure gestion du bétail et de ses effets d'érosion et dégradation des sol dans les zones de pâturage. Ceci doit être fait en reconnaissant la valeur des amendements naturels que sont la bouse de vache, la bouse d'éléphant et d'autres animaux, ainsi que leurs urines. 
Des agroécologues comme Allan Savory et des agronomes comme André Voisin[14] estiment que le surpâturage ne résulte pas tant de la pression d'un trop grand nombre d'animaux dans une zone donnée, que d'une durée excessive d'exposition des plantes au broutage par ces animaux[15],[16]. 
Avec son épouse Jody Butterfield, A. Savory a proposé une méthode de restaurations sols par une gestion holistique de troupeaux denses de bovins sur des sols dégradés (ce sont les excréments, l'urine et leur piétinement durant une brève période qui permettent alors le retour d'une strate herbacée protectrice et régénératrice du sol)[17]. S'inspirant du modèle naturel, encore visible en Afrique, des grands troupeaux sauvages (denses et multi-espèces) au sein desquels les herbivores se défendent mieux contre la prédation, des troupeaux denses de bovins domestiqués peuvent être conduits en les déplaçant très régulièrement (ce qui limite le risque de surpâturage) et en les protégeant la nuit des animaux sauvages. Rassemblés dans un enclos la nuit, ils y urinent, défèquent et piétinent le sol tout en l'enrichissant. Ceci va entretenir ou améliorer, la réserve en eau facilement utilisable  des sols. Les bouses d'éléphant et de bovins notamment permettent, après leur dépôt, à la végétation de se réimplanter, de croître et de fixer et protéger les sols. Savory a présenté cette méthode dans des livres respectivement intitulés Holistic Management: A New Decision Making Framework et The Grazing Revolution: A Radical Plan to Save the Earth[18]
- une agriculture soutenable pour les sols et le cycle de l'eau ;
- la restauration à grande échelle de réseaux cohérents de zones humides, écologiquement fonctionnels (plutôt que de bassins d'arrosage artificiels) ;
- en zone aride une couche de terre de 20 à 30 centimètres imprégnée d’hydrogels permet de réduire la quantité d'eau nécessaire à la culture en piégeant l’humidité et la relâchant très lentement, ce qui peut transformer un paysage désertique en terre fertile[19] ;
- une lutte efficace contre les incendies et la déforestation, contre la destruction des prairies permanentes et des tourbières, avec renaturation intégrant des (re)plantations d'espèces indigènes (réintroductions le cas échéant)
- la dépollution des sols contaminés (qui peut parfois inclure un volet dépollution par les plantes ;
- une gouvernance environnementale et mondiale et locale des sols (sol et ressource en eau gérée comme bien commun), relancer le processus européen d'une Directive cadre pour la protection des sols ;
- la coopération internationale (ex : l'Union européenne va financer à hauteur de 8 millions d'euros un nouveau projet intégré de recherche sur la dégradation des sols et la désertification en Europe, mais aussi en Afrique, en Asie et en Amérique du Sud ; c'est l'une des sommes les plus élevées jamais attribuée à un projet de recherche sur ce sujet)[20].

Il existe une semaine mondiale du sol qui vise à sensibiliser à ces questions.

### Dans l'Union européenne
La Commission européenne estime que la dégradation des sols est devenue un problème grave en Europe, qui se pose avec une intensité variable selon les pays et régions, mais qui empire pour chacun des 27 États membres de l’Union européenne (UE), en particulier en zone méditerranéenne. 33 millions d’hectares seraient concernés en Europe d’après l'International Soil Reference and Information Centre (en) (ISRIC). Outre l'Islande (en raison du recul historique des forêts) des pays méditerranéens sont concernés par des phénomènes locaux de désertification ou forte dégradation (Espagne, Portugal, Grèce, Italie).

#### Causes
Les principales causes de la dégradation des sols dites par la commission sont des pratiques agricoles et sylvicoles « inadéquates » (compaction du sol dû au passage des engins agricoles, labours qui diminuent la teneur en matières organiques des sols dont la vitesse d'érosion est 100 fois supérieure à celle de sols soutenables), mais aussi les impacts de l'expansion urbaine, de la périurbanisation, de la croissance industrielle, du tourisme et des « grands travaux » qui empêchent les sols de rendre les services écologiques et agricoles attendus.
En France, les sols ne sont toujours pas protégés par la loi en tant que tels, alors qu'il s'agit d'un des premiers pays agricoles et qu'un quart des sols en est affecté par l'érosion, ce qui est « une des menaces les plus importantes » pour la qualité des sols car entraînant une « perte irréversible » à échelle de temps humaine, le rythme d'érosion étant supérieur à la pédogenèse (un sol français moyen nécessite environ un an pour qu'y apparaisse environ 100 kilos de terre par hectare en moyenne[réf. incomplète], il atteint un centimètre d'épaisseur au bout de 50 à 2 000 ans selon sa localisation). Les grandes plaines limoneuses du nord sont les plus suivies par les agronomes et chambres d'agriculture, pour leur érosion, mais « on n'a pas de suivi de la quantité de sol perdue chaque année au niveau du territoire français ». De plus, environ « 60 000 hectares disparaissent sous le béton chaque année en France » et les taux de métaux lourds (cadmium, mercure, zinc, etc.) dans les régions industrielles (par exemple le bassin minier du Nord-Pas-de-Calais) ou très urbanisées (par exemple, la région parisienne) sont également préoccupants, des teneurs inquiétantes en toxiques (arsenic, cadmium, mercure, chrome, cobalt, cuivre, molybdène, nickel, thallium, zinc) ou en insecticides (type lindane) sont présentes un peu partout sur le territoire.

#### Incidences
La Commission estime que ces dégradations ont une incidence directe sur les ressources en eau, air, biodiversité, ainsi que sur le changement climatique. Elle identifie aussi des impacts possibles sur la santé de l’homme et des animaux, et sur la sécurité sanitaire des denrées agricoles.
La Commission, sur la base des données disponibles, estimait en 2006 que : 
- 12 % des sols européens (115 millions ha) sont soumis à l'érosion hydrique ;
- 42 millions d'hectares subissent une érosion éolienne ;
- Environ 3,5 millions de sites sont « potentiellement contaminés » par divers polluants dans l'UE-25 ;
- 45 % des sols européens sont aujourd’hui pauvres ou appauvris en matières organiques, surtout dans les pays du sud, mais aussi dans des régions de France, du Royaume-Uni et d'Allemagne.

Un Groupement d'intérêt scientifique sol (GIS Sol) est né en 2001 pour notamment développer, avec les ministères concernés (Agriculture, Écologie), un système d'information géographique (SIG) et des banques de données plus complètes (par exemple, en matière de biodiversité, on sait que plusieurs milliards d'organismes vivants vivent dans les sols français, mais seulement 5 % des espèces concernées seraient nommées ou connues).
La base de données géo-référencée européenne, « Corine Land Cover », montre de profonds et rapides changements dans l’usage des sols de l’UE. Alors que l’agriculture s’intensifie, de 1990 à 2000, plus de 2,8 % des terres ont changé d'affectation au profit de la périurbanisation, avec une augmentation sensible du phénomène.
Ce changement concerne de 0,3 % à 10 % du sol, selon les pays de l’UE. La tendance, influencée aussi par le changement climatique dépendant lui-même du puits de carbone des sols, est à une aggravation de la dégradation des sols. La Commission estime « que la dégradation des sols en Europe va se poursuivre, peut-être à un rythme plus rapide ». En France, 100 000 hectares de terres agricoles disparaissent tous les ans.
À titre d'exemple, en France, avec l'Institut national de la recherche agronomique (INRA) et dans le cadre du Gis Sol chargé du système d'information sur les sols de France, l'Institut français de l'environnement (IFEN) a, en novembre 2007, alerté une nouvelle fois sur la diminution (« de 6 Mt/an sur une dizaine d'années ») de la capacité des sols agricoles à stocker le carbone alors que les pratiques agricoles qui tassent les sols diminuent l'activité biologique de la terre et la circulation des eaux. En 2007, un sol moyen français est - selon l'IFEN - composé de 58 % de carbone organique. La matière organique contribue à une meilleure fertilité, une meilleure résilience écologique et résistance à l’érosion et aux sécheresses. Elle contribue aussi, rappelle l'IFEN, à une moindre circulation de certains contaminants, et à une fonction importante de puits de carbone.

#### Cas des sols forestiers
Outre qu'ils sont de plus en plus exposés aux incendies dans les régions plus sèches, ils ne sont pas épargnés par les phénomènes d'érosion (facilitée par les grandes coupes rases sur les pentes) et de tassement. Par exemple, une étude, faite en France sur 48 chantiers de coupes forestières, a conclu que (en moyenne) :
- la surface circulée par les engins était supérieure à 30 % de la forêt (de 7 à 60 %) ;
- il n'y avait pas de lien entre volume de bois prélevé par hectare et surface circulée ;
- les cloisonnements n’avaient pas - dans ces cas - diminué la surface circulée (car éloignés de 40 à 50 m, voire 100 mètres, incitant les conducteurs d'engins à en sortir. Ces conducteurs manquaient par ailleurs de formation et information sur les dangers du tassement des sols ;
- Au total, des tassements moyens ou forts ont été observés sur 76 % des chantiers :
  - 9 chantiers sur 21 ont produit des tassements moyens des sols ;
  - 7 chantiers sur 21 ont produit des tassements graves (un tassement est dit grave quand la profondeur atteinte par le pénétromètre est diminuée de 40 à 80 %). Des solutions telles que le débardage par câble ou cheval sont localement expérimentées ou retrouvées, mais elles ne concernent encore qu'une infime partie des surfaces coupées.

## Formation des sols (pédogenèse)
Le sol est une couche superficielle et vivante, interface entre la croûte terrestre, les eaux superficielles et l'atmosphère. Il résulte de la transformation par le vivant de la roche-mère et des apports organiques.
Au début de la formation d'un sol, la roche-mère est peu à peu colonisée par les micro-organismes (bactéries, champignons microscopiques) puis par la végétation (algues, lichens et mousses, puis herbacées, suivies d’une strate d’arbustes et finalement forestière). Parallèlement, se forme un premier horizon humifère (dit horizon A), puis des horizons minéraux sous-jacents (horizons B). Chaque étape successive est caractérisée par une certaine association sol/végétation et milieu : l'Écosystème « sol » est considéré comme un des grands compartiments de la biosphère, une des étapes du cycle biogéochimique des éléments (carbone en particulier).
Après un certain temps d'évolution du système sol-végétation, un état d'équilibre dynamique (climax) est atteint. On parle de « progression » avant ce stade.
Les cycles d'évolution des sols ont des durées très variables, entre un millénaire pour les sols à développement rapide (sol à horizon A uniquement) à plus d'un million d'années pour les sols à développement lent. L'observation de la colonisation végétale des îlots rocheux volcaniques émergeant en mer montre que le processus est entamé très rapidement, mais qu'il est freiné ou interdit par les climats trop chauds ou trop froids.

### Facteurs écologiques influant sur la formation des sols
On reconnaît deux grands types de processus conjointement à l'œuvre : l'altération et l'humification, qui expliquent notamment l'évolution des sols à court terme :
- Le climat général d'une région et la végétation qui lui est associée (biome). Ce facteur permet de définir les grandes zones de végétation et de sol.
- Les conditions locales relatives à la roche-mère et au travail du sol, notamment au drainage. Il est à l'origine d'associations végétales spécialisées (exemple : les tourbières).

### Pédogenèse et destruction des sols à long terme
Henri Erhart a mis en évidence le rôle déterminant du climat et du couvert végétal dans l'altération des roches, et donc dans la formation des sols, avec sa théorie de la bio-rhexistasie.
- En période de stabilité climatique (biostasie), la végétation couvre les sols. L'érosion mécanique est faible, l'altération est principalement chimique. Les eaux de drainage sont peu chargés en particules, elles entraînent vers les océans des cations (issus de l'altération des silicates) et des composés biologiques solubles qui vont donner, par sédimentation ou précipitation, des dépôts fins (argiles, calcaires...).
- En période de déséquilibre (rhexistasie) la végétation disparaît, les sols sont érodés, les dépôts lacustres ou marins sont alors constitués de matériaux détritiques grossiers. Des sédiments ferrugineux et bauxitiques apparaissent tandis que les dépôts calcaires et organiques diminuent.

Ainsi Erhart a-t-il fait le lien entre pédogenèse et sédimentologie marine. Ce modèle s'applique aux différents biomes : forêt boréale, tempérée, et équatoriale, steppes, et savanes. Mais il n'explique pas les raisons des déséquilibres qui peuvent affecter la couverture végétale à l'échelle continentale (incendies majeurs, changements climatiques...). La stratification de certains dépôts lacustres ou marins semble corroborer sa théorie : matériel fin puis charbon (résidus de la couverture végétale), enfin matériel plus grossier.

## Effets des méthodes agricoles[sourceinsuffisante]

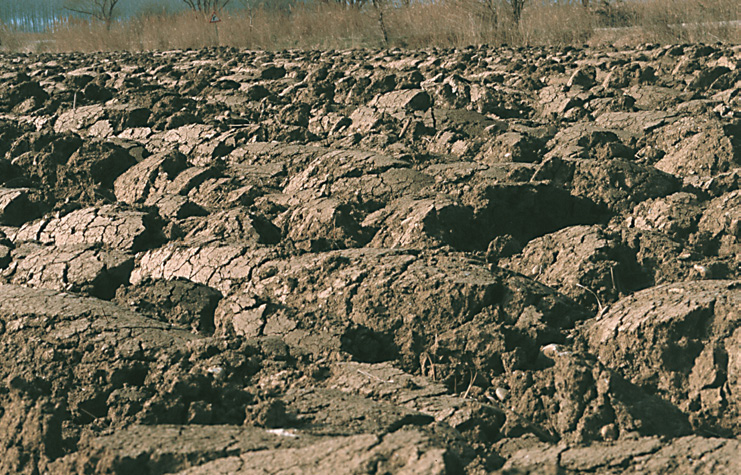
Quel système de production agricole pour l'avenir ?
L'emploi de moyens mécanisés de plus en plus puissants dans le labourage des terres agricoles, conjugué à l'épandage de fertilisants et de pesticides, promus par la révolution verte et permis par la reconversion de l'industrie chimique des explosifs de guerre à l'issue du second conflit mondial a conduit à un appauvrissement du sol en micro-organismes, ce qui est une cause de leur régression et dégradation.

Le microbiologiste et agronome Claude Bourguignon soutient, lui, que la nature a permis que des sols soient pérennes durant des millions d'années, et que les principales causes de l'érosion des sols et de la désertification sont leur destruction par les méthodes agricoles.  Ses thèses(et peut-être surtout sa façon de les présenter) ont néanmoins suscité des critiques ; voir Claude Bourguignon#Critiques. Selon lui : 
- L'érosion des sols et la perte des rendements agricoles ont été, par exemple, une cause essentielle de la chute de l'Empire romain ;
- L'agriculture moderne considère trop le sol comme inerte, alors qu'il contient (ou devrait contenir) la majorité de la vie de l'agrosystème[Interprétation personnelle ?] ;
- Un sol vivant est naturellement stabilisé par les mécanismes biologiques qu'il abrite et, de ce fait, est peu lessivé par l'eau qui le traverse. Les champignons, et en particulier leur mycélium, ainsi que les déjections des vers de terre forment, en liant le minéral et le vivant et via des composés argile-humiques, des macro-structures aérées, qui adsorbent l'eau au lieu de la laisser ruisseler ;
- Un sol ne devrait jamais être nu ou labouré (à l'imitation de la nature qui crée les sols en couches pédologiques successives, dits horizons). Le labour tue une grande partie de la faune de surface en l'enterrant, et empêche, en les étouffant, les mécanismes naturels de l'humification, qui nécessitent la présence d'air.
- Les résultats « fantastiques » de l'agriculture moderne sont en fait liés à l'intoxication des plantes, due aux engrais chimiques, à certains sels minéraux (nitrates notamment que la plante absorbe en excès, ce qui la force à se gorger d'eau pour les diluer[Interprétation personnelle ?] ;
- L'attaque par des invertébrés ravageurs est en fait la conséquence de ce que ces plantes sont en réalité malades, et qu'elles émettent des signaux chimiques de stress (peut être issus de la sélection naturelle pour éviter leur reproduction[réf. nécessaire].
- Ces deux derniers facteurs poussent l'agriculture moderne à utiliser toujours plus de traitements chimiques pour lutter contre la destruction des cultures, ce qui a pour conséquence de finir de tuer le sol et donc de favoriser son érosion, au détriment de la santé des plantes.
- Pour lutter contre cette érosion, il convient avant tout de mettre fin à l'hérésie du labour, puis de relancer les mécanismes biologiques du sol, en le rééquilibrant et en lui redonnant de quoi créer son humus (par exemple via l'apport de bois raméal fragmenté). À terme, il faut redonner aux arbres leur place et leur importance dans le paysage agricole, par exemple en restaurant des haies, bosquets et arbres épars (feuillus) dans le paysage agricole. Selon lui, une utilisation réfléchie des successions de culture, et le fait de ne pas retourner ni tasser le sol, permet d'éviter facilement les problèmes liés aux espèces inopportunes (parfois dénommées « mauvaises herbes »). Il reconnaît cependant que cette forme d'agriculture est plus technique car nécessitant une compréhension plus aboutie des mécanismes du vivant.

La notion de « sols pérennes » n'implique pas qu'ils ne changent pas ou très peu ; au contraire ils évoluent naturellement au gré des saisons, des aléas climatiques, de certaines catastrophes (incendies, séismes, glissements de terrain), et - avec certaines limites - du changement climatique, selon des processus que la recherche agricole veut mieux comprendre pour les utiliser.

## Perturbations de l'équilibre d'un sol
Lorsque l'état théorique d'équilibre (climax) est atteint, le sol est théoriquement stable dans le temps ;  il tendra à accumuler de la matière organique, la rhizosphère et la microfaune du sol produisant l'humus et assurant la circulation verticale des matières. L'humus et la couverture végétale protègent le sol de l'érosion contre l'eau, la déshydratation et le vent. Les bactéries et les micro-organismes du sol réduisent aussi l'érosion en favorisant la liaison des particules du sol entre elles grâce à divers mucus ou mucilages sécrétés par les organismes vivants dont les racines de plantes (formation du complexe argilo-humique). La glomaline sécrétée par des champignons endomycorhiziens en est un exemple.
Ainsi, toute modification légère est corrigée et l'équilibre rétabli. Dans la réalité, les sols sont remodelés ou perturbés par de nombreux « facteurs de perturbation » se produisant occasionnellement, ne serait-ce par exemple les terriers ou galeries creusés par de nombreux animaux et les évènements climatiques.
En cas de destruction importante du sol ou de la végétation (avalanche, glissement de terrain, incendie, déforestation, labour, inondation de longue durée, salinisation, glaciation, désertification, surpâturage…), etc., la perturbation subie par l'écosystème peut empêcher la résilience rapide du système (à échelle d'une vie humaine par exemple). Le sol peut « mourir » ou l'érosion peut alors être plus rapide que le processus de formation des horizons supérieurs du sol ; il y a « rajeunissement » (« involution » ou « régression » du sol ; i.e. retour en arrière, vers un état initial théorique).
La régression peut être partielle ou totale (seule la roche-mère mise à nu subsiste alors). Un défrichement de sol en pente suivi de fortes pluies peut conduire à la destruction complète du sol. À Madagascar, des épaisseurs de 3 à 4 m de sol peuvent être ainsi emportés après déforestation en une saison des pluies, là où le sol forestier avait mis des millions d’années à se constituer.

### Perturbations anthropiques
La dégradation du sol est directement liée aux activités humaines, notamment agricoles. Le remplacement de la végétation primitive climacique par une végétation secondaire, modifiant les processus de pédogenèse, est l'une des principales perturbations anthropiques (exemple : le remplacement de forêts de feuillus par des landes ou des plantations de pins est source d’acidification, de podzolisation et de dégradation des sols et de l’eau).
À cela s'ajoute la hausse considérable de l'érosion, qui est maintenant le principal facteur de la dégradation des sols. Les aménagements routiers et urbains, en augmentant les surfaces imperméables, exacerbent les inondations, favorisent le ruissellement et donc l'entraînement du sol. La disparition des ripisylves, des méandres et d'espèces telles que le castor, qui freinaient le cours de l'eau, a également exacerbé les cycles inondations-sécheresses qui sont également facteurs d'érosion et de dégradation des sols. Mais ce sont les transformations récentes de l'agriculture qui ont accéléré l'érosion des sols sur une grande partie de la planète.
L'agriculture augmente les risques d'érosion en perturbant la végétation locale. Parmi les pratiques accélérant l'érosion du sol : 
- surpâturage (y compris en forêt)
- monoculture
- culture en rang espacés (maïs industriel, vigne) sans couvert végétal
- labour
- sol nu en automne et/ou période hivernale
- défrichage et déforestation de grandes parcelles pour augmenter la surface agricole
- sillon dans le sens de la pente
- usage excessif d'intrants
- tassement du sol par l'usage d'engins agricoles lourds
- coupes rases abusives
- ratissage des litières
- usage répété et à large échelle du feu

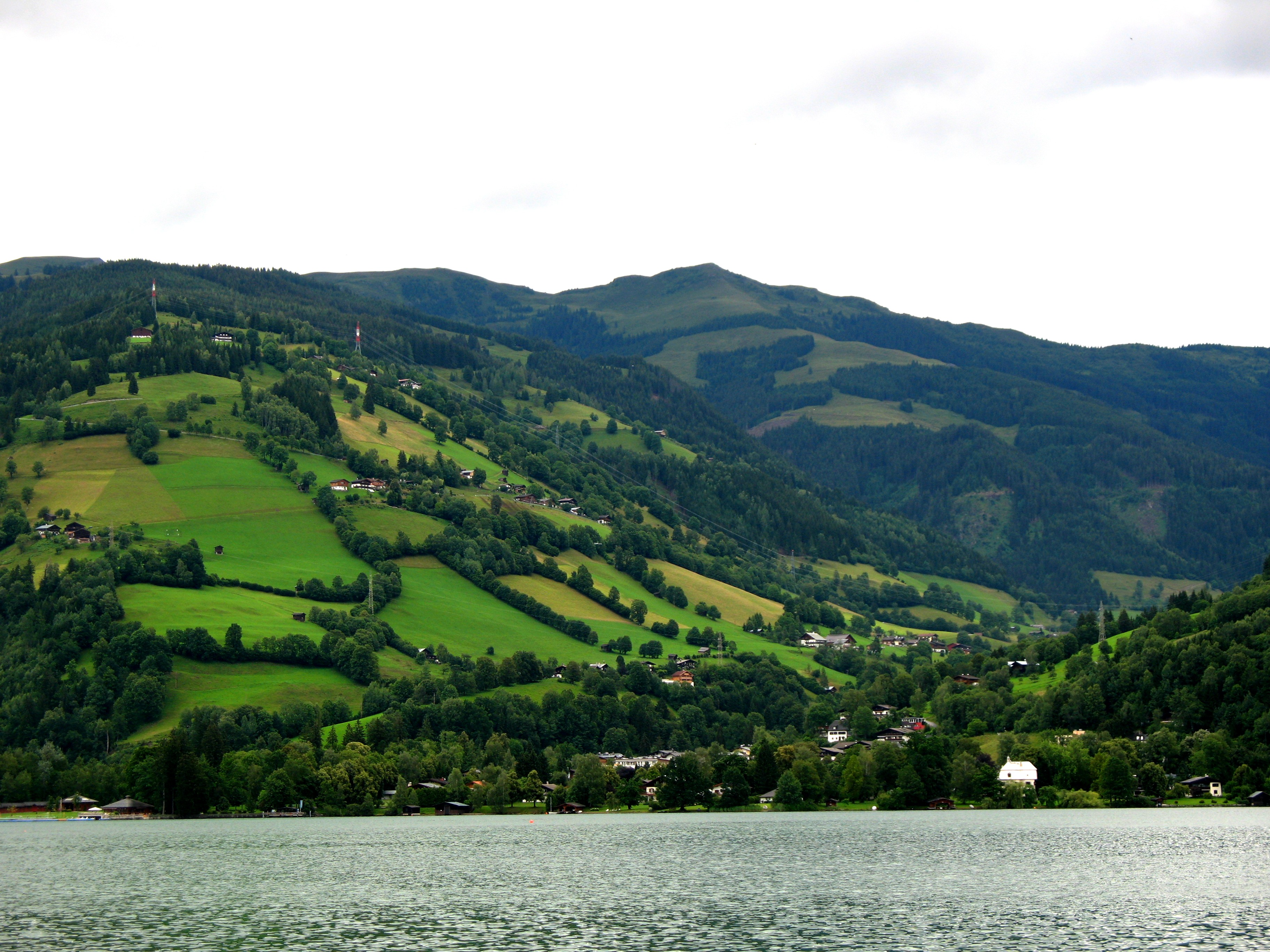
Un facteur de protection : une structure bocagère de montagne riche en haies vives et connectée écologiquement aux boisements et à un rivage lacustre, bord du Zeller See (Autriche).

En Europe, le bocage a durant plusieurs siècles produit un compromis très efficace et productif, mais il a été détruit par la mécanisation agricole, l’élevage hors sol et les remembrements. Le remembrement des années 1960 en France a abouti à l'augmentation de la taille des parcelles et, corrélativement, à la suppression des haies, des talus et des fossés. Les surfaces en cultures de printemps, encouragées par les subventions, augmentent (tournesol, maïs, betterave) et laissent la terre à nu en hiver. Les terrains pentus sont progressivement colonisés par la vigne.
La destruction des plantes adventices par les herbicides ou un travail mécanique du sol qui accélère son oxydation laisse le sol à nu entre les plants cultivés. Les primes européennes favorisent le labour au détriment des prairies qui sont souvent surexploitées ou tendent à régresser au profit des terres labourées et de l'élevage hors sol.
La mécanisation qui s'est généralisée depuis la Première Guerre mondiale est à l'origine d'une dégradation des sols liée au tassement ou compaction opéré par les engins agricoles et forestiers de plus en plus lourds (ils atteignent le poids des Sauropodes ). Le tassement s'oppose à la circulation de l'eau, de l'air et des organismes du sol ; les racines des végétaux en souffrent et l'on assiste à des pertes de rendement et de qualité des plantes cultivées qui dépérissent. Le ruissellement provoqué favorise également l'érosion. La semelle de labour ajoute ses effets à ceux de la compaction des sols.
La surexploitation des forêts est aussi un facteur de dégradation ou disparition des humus forestiers.
La fertilisation par engrais minéraux aux dépens de fumure organique augmente le rendement immédiat mais déstructure peu à peu le sol. Des agronomes tels que Claude Bourguignon alertent depuis les années 1970 sur le fait qu'on observe dans le monde une diminution globale progressive de la teneur du sol en matière organique, ainsi qu'une forte diminution de l'activité biologique du sol  relative à l'augmentation de l'utilisation de produits phytosanitaires.
La dégradation des sols contribue à la pollution des cours d'eau et à l'eutrophisation des rivages.

## Impacts de la dégradation du sol
- perte quantitative de sols (phénomène dit de régression) ;
- perte de sols de qualité (phénomène de dégradation) ;
- Moindre productivité : l'accroissement important et régulier de la population mondiale explique une pression croissante sur les sols mondiaux.
Plus de 5,5 milliards d'humains utilisent environ 10 % de la surface terrestre pour les productions animales et végétales. La plupart des sols présentent des signes de dégradation biologique, physique, chimiques et d'érosion, limitant leur productivité. Une dégradation est dite légère quand le rendement potentiel est diminué d'environ 10 %, et modérée entre 15 et 50 %, forte au-delà[réf. nécessaire]. Les pays en voie de développement sont les plus touchés, en Asie et en Afrique, mais dans l'hémisphère nord, la productivité est souvent coûteusement et artificiellement soutenue par des engrais chimiques et pesticides qui contribuent eux-mêmes à dégrader les sols[réf. nécessaire].
La situation en matière d'érosion est telle que certains experts évoquent la possibilité que l'agriculture ne puisse rapidement plus en raison de l'érosion nourrir la population mondiale[réf. nécessaire] ;
- moindre fonction de puits de carbone, sachant que le stock de carbone dépend fortement du type de sol et de son usage (pratiques agricoles notamment). Le stock se fait essentiellement en surface et surtout (sauf dans les sols labourés) dans les 20 premiers centimètres. 
Le sol perd son carbone en culture intensive et le conserve ou en accumule sous forêts et prairies permanentes (à sols et conditions climatiques comparables). La conversion de prairies, tourbières ou forêts en culture diminue fortement le stockage pédologique du carbone dans les sol, et inversement ;
- Catastrophes naturelles : coulées de boue, inondations responsables de la mort de nombreux êtres vivants chaque année. L'érosion des sols déshydraté de l'Asie centrale est à l'origine d'une pollution chronique (poussières et aérosols) de l'air en Chine de l'Ouest, souvent visible de satellite[réf. nécessaire] ;
- dégradation qualitative et quantitative de la ressource en eau : l'augmentation des cycles inondations/sécheresse, et de la turbidité des eaux et l'apport d'azote et de phosphore peut être à l'origine de phénomène d'eutrophisation et de développement de microbes pathogènes, ou d'apparition de zones mortes en mer et dans certains lacs[réf. nécessaire]. L'entraînement des particules de sols dans les eaux superficielles s'accompagne également de celui des intrants agricoles (pesticides (dont antiparasitaires qui tuent les bousiers qui enfouissaient les excréments animaux) et engrais) et de polluants d'origine industrielle, urbaine et routière (métaux lourds notamment)[réf. nécessaire]. L'impact écologique des produits phytosanitaires est reconnu mais difficile à évaluer du fait de la multiplicité et des interactions des produits et de leur large spectre d'action[réf. nécessaire]. La compaction des sols peut faciliter une fuite des nitrates[41],[42], du sol (et le lessivage des engrais épandus) ;
- Contribution aux modifications climatiques, soit localement par modification de l'albédo, des microclimats (thermohygrométrie perturbée par les phénomènes de battance), voire émissions de méthane (sols asphyxiés mais antérieurement riches en matière organique) et de protoxyde d'azote (N2O) ; deux puissants gaz à effet de serre[réf. nécessaire].
- perte de la diversité biologique : la dégradation des sols entraîne la disparition de la végétation climax et la disparition de nombreux habitats pour la faune[réf. nécessaire]. On peut parler ici de disparition d'écosystèmes, et de tout ce que cela implique d'un point de vue environnemental : diminution de la biodiversité végétale, extinction d'espèces animales, diminution de la résilience écologique[réf. nécessaire].
- Un exemple : Dans le Pas-de-Calais (Nord de la France), dans les années 1980-1990, certains agriculteurs perdaient couramment 10 t/an/ha de sols, avec des « records » atteignant 100 tonnes/an[43] dans les zones les plus fragiles du bassin de la Canche. Non loin de là, dans le bassin versant de la Sensée (Nord-Pas-de-Calais), l'érosion des sols a provoqué le comblement progressif de l'étang de Lécluse qui, entre 1963 et 1980, a vu sa superficie diminuer de moitié passant de 8,7 ha à 4,5 ha.
Dans le monde, les fossés, canaux et de nombreux barrages dont les eaux eutrophes abritent des bactéries dangereuses (cyanobactéries notamment), doivent être de plus en plus souvent curés, mais leurs sédiments (autrefois des engrais) sont maintenant contaminés par les métaux (dont cadmium des engrais) et des pesticides, au point parfois de tuer durant un ou deux ans les graines qu'on y plante[réf. nécessaire].

## Dispositions techniques et juridiques
La lutte contre la dégradation des sols fait l'objet d'une cible de l'Objectif de développement durable n° 15 de l'ONU.

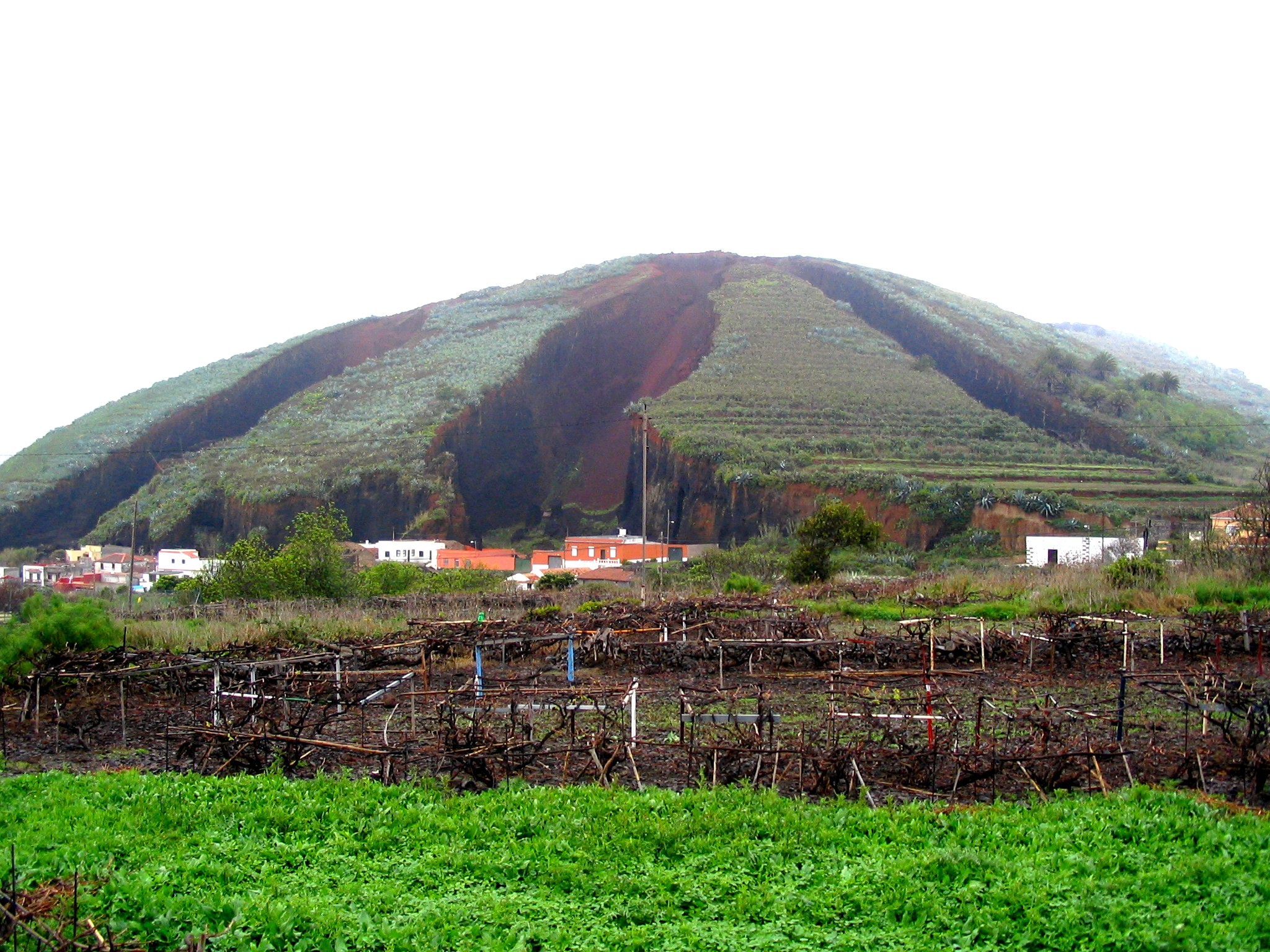
Carrières de cendre volcanique, El Palmar, île de Tenerife, Canaries. La terre brune, ou « picòn » retirée de cet ancien cône volcanique est épandue sur les champs pour améliorer leur pouvoir de rétention d’eau.

Depuis 2017, il existe une norme (Iso 14055-1) contenant des lignes directrices visant à établir de meilleures pratiques pour lutter contre la dégradation et la désertification des sols, dans les zones arides ou non. Elle est destinée à aider « les exploitants des terres, les experts techniques, les organismes privés et publics, et les décideurs engagés dans la gestion des ressources terrestres à des fins écologiques, économiques, sociales ou de productivité. Elle plaide pour une évolution fondamentale des comportements au profit d’une utilisation plus durable des sols et vise à soutenir les activités de l’UNCCD ». Elle recommande de préserver ou restaurer la qualité des sols et leurs rendements ; de préserver la biodiversité et les espèces menacées, de maintenir ou restaurer la forêt, de préservation de l’intégrité des cours d'eau, des bassins hydrologiques, de veiller à la qualité de l’eau ; de mieux gérer les impacts des activités anthropiques (ex : mines, urbanisation et autres changements dans l’utilisation des terres. Un rapport donnera des exemples réels, régionaux de retours d'expérience.
Plus précisément l'érosion et la dégradation des sols peuvent être combattues par :
- des mesures et outils juridiques (ex : projet (non abouti) de « Directive Sols » en Europe) ;
- des mesures de conservation des sols en conservant notamment le couvert végétal (exemple : vraie jachère (celle qui laisse les sols se reposer) après sous-solage ;
- des techniques efficaces corrigeant les situations de dégradation ou protégeant les sols de l'impact de la pluie, du vent ou de la circulation de l'eau, semis direct sous couvert végétal, non travail du sol, bois raméal fragmenté et surtout couvertures anti érosives en fibres végétales naturelles (paille, coco, jute, foin) ou synthétiques, voire une structure composite formée de géogrilles synthétiques permanentes associées à un remplissage de fibres imputrescibles ou biodégradables). Ces couvertures, aussi appelées tapis antiérosifs, empêchent la déstructuration de la couche superficielle des sols et leur arrachement. En facilitant l'installation rapide d'un couvert végétal dense, les couvertures anti-érosives empêchent la création de ravines et stabilisent les sols.

### Outils et moyens juridiques
Peu de pays ont une législation traitant spécifiquement de la protection des sols et l'Europe elle-même a abandonné son projet de directive cadre sur les sols. En 2017 « La CNULCD reste le seul accord international juridiquement contraignant traitant exclusivement de la ressource en sol et, par conséquent, le seul mécanisme de gouvernance internationale des terres productives ».
Pourtant l'ONU a produit une Convention explicitement consacrée 1) à la lutte contre la désertification dans les politiques nationales de développement ; 2) au lien entre lutte contre la désertification et lutte contre la pauvreté ; 3) à la mobilisation de la société civile par la participation des populations ; 4) à une mobilisation de la communauté internationale et des pays développés non directement touchés par le phénomène ; 5) à l’accès à l’information et aux résultats de la recherche sur le sujet. 
Concernant la désertification, sous l'égide de l'Onu les pays touchés s'engagent à écrire des stratégies nationales, régionales et sous-régionales associées à des Plans d’Action Régionaux (PAR) et des plans d’action sous-régionaux (PASR). En 2017, presque tous ces pays ont adopté leur PAN et leur PASR mais peu les ont totalement ou même partiellement mis en œuvre. 
La Convention insiste sur le besoin de collecter et partager l'information sur la désertification (processus, Moyens de lutte, retours d'expérience), ainsi que sur le besoin de définitions et d'indicateurs partagés. De même elle encourage à identifier et promouvoir des technologies nouvelles ou traditionnelles pour réhabiliter les sols. Un effort d'harmonisation des données et indicateurs est en cours en lien avec l’Observatoire du Sahara et du Sahel et avec le Comité de la science et de la technologie (CST) de la Convention. 

#### Au niveau Européen
Sur l’eau et l’air, et après de longues négociation avec les États-membres, le sol européen commence peu à peu à être pris en compte à cette échelle de subsidiarité depuis les années 2000, avec : 
- une stratégie thématique sur la protection des sols, prônant la protection et la restauration des sols dégradés « de manière à les ramener à un niveau de fonctionnalité correspondant au moins à leur utilisation actuelle et à leur utilisation prévue, en tenant compte également des implications financières de la restauration des sols »[47].
- La Commission a présenté en 2002, une communication[48] qui a recueilli les conclusions favorables des autres institutions européennes.
- L’adoption (496 voix pour, 161 contre et 22 abstentions) le 14 novembre 2007, par le Parlement européen du projet d'une « Directive sols » préparé par la commission, fixant un cadre européen de protection et restauration des sols, avec des objectifs et un calendrier, mais laissant une grande flexibilité aux États-membres dans le choix des moyens d’atteindre ces objectifs. Elle modifie la directive 2004/35/CE du 21 avril 2004 relative à la responsabilité civile environnementale en ce qui concerne la prévention et la réparation des dommages environnementaux.